# Саломон III
Саломон III — негус Ефіопії з Соломонової династії. Був сином імператора Текле Гайманота II.

## Життєпис
Значною мірою був номінальним правителем за реальної влади раса Волде Селассіє з провінції Тиграй та раса Маре'еда. Наступного року розпочав боротьбу зі своїм противником і братом, колишнім негусом Текле Гійоргісом I. У той час, як він переймався боротьбою з Текле Гійоргісом, у травні 1797 року Гондер був оточений повстанцями, які не мали достатніх сил, щоб увійти до столиці. Вони обмежились руйнуванням та підпалами будівель в околицях міста. Саломон був змушений тікати з Гондеру й переховуватись в Аксумі, де жив під захистом раса Волде Селассіє. Після цього рас підтримав відновлення на престолі Текле Гійоргіса, а Саломон був запрошений до царського двору як гість.
У травні 1797 року, поки Текле Гійоргіс був зайнятий у Бегемдері, Саломон зник з його табору та вирушив до Гондеру, де зустрів раса Маре'еда. Останній відновив Саломона на імператорському троні наступного місяця. Утім, не пройшло і двох місяців, як Саломон був скинутий з престолу деджазмачами Гугсою та Алулою й був закутий у ланцюги. За п'ять днів новим імператором став Деметрос, праонук Фасілідеса. Остання згадка про Саломона датується 1802 роком, коли він перебував у в'язниці у провінції Тиграй.